# Mongolen in Nederland
De Mongolen zijn een kleine minderheidsgroep in Nederland. In totaal zijn er zo'n 500 Mongoolse Nederlanders.

## Geschiedenis
De grootste immigratiestroom vanuit Mongolië naar Nederland ontstond na de Koude Oorlog. Met de val van het communisme in het oosten, de opengrenspolitiek van Nederland en de slechte omstandigheden in Mongolië leidde tot immigratie van de Mongoolse bevolkingsgroep naar het westen.

## Organisaties
De Nederlandse organisatie Khadag, dat is gevestigd in Bunnik en de organisatie Ulzii werken samen om een brug te slaan tussen Nederland en Mongolië. De organisaties helpen zowel Nederlanders die in Mongolië wonen als Mongolen die in Nederland wonen.